# Foster (Australia)
Foster è una città agricola situata nello Stato australiano di Victoria, a 174km a sudest di Melbourne sull'autostrada South Gippsland. Fondata a circa 20km a nord della costa del Gippsland, che include luoghi quali Shallow Inlet, Corner Inlet, Waratah Bay, Yanakie ed il Promontorio di Wilsons, Foster funge da punto di collegamento di questi ultimi con lo Stato di Victoria. Secondo il censimento del 2006, gli abitanti della città ammontano a 2.175 individui.

## Storia
Chiamata originariamente Stockyard Creek, nome preso dal torrente che ancora scorre attraverso il centro cittadino, Foster era inizialmente niente più che una stazione di riposo per i mandriani che viaggiavano da Port Albert a Western Port. La situazione cambiò negli anni ottanta dell'800, quando furono scoperti dei giacimenti d'oro nei dintorni cittadini che diedero il via ad una modesta febbre dell'oro. Il 20 febbraio 1871 fu fondato l'ufficio postale di Stockyard Creek, che fu rinominata Foster nel 1879 quando venne riconosciuta effettivamente come città.

Nel 1892 fu estesa fino a Foster la linea ferroviaria South Gippsland. Quando i giacimenti d'oro si esaurirono, l'ormai più estesa cittadina divenne un importante centro dell'industria dei latticini del South Gippsland, raggiungendo attualmente lo stadio di florente città che funge da collegamento del Promontorio di Wilsons con il resto dello Stato di Victoria.

## Attualità
Grazie alle attrattive naturali ed alla prossimità al Promontorio di Wilsons, Foster diventa in estate un'apprezzata meta turistica, non solo per i vicini residenti di Melbourne, ma anche per viaggiatori stranieri. Grazie a ciò, si sono sviluppati nella città servizi terziari per il turismo e l'accoglienza. Durante la stagione turistica, la popolazione temporanea di Foster può aumentare anche di due volte e mezzo rispetto a quella del resto dell'anno.
Per quanto riguarda attrazioni particolari, durante i mesi da novembre ad aprile la città ospita una serie di mercati e mercatini. Inoltre, sulla vecchia linea ferroviaria Great Southern che collegava Foster a Leongatha, è stato creato un sentiero turistico adibito a percorso ippico, ciclistico, podistico e pedonale.
Foster ospita una propria squadra di football australiano, chiamata Foster Tigers, che compete nell'Alberton Football League.
Altro sport vastamente praticato è il golf, i cui giocatori possono dilettarsi al Foster Golf Club, su Reserve Road.